# Fiji International 2005
Die Fiji International 2005 im Badminton fanden vom 19. bis zum 21. August 2005 in Suva statt.

## Sieger und Platzierte
| Disziplin    | Gold                            | Silber                      | Bronze                           |
| ------------ | ------------------------------- | --------------------------- | -------------------------------- |
| Herreneinzel | Conrad Hückstädt                | Stuart Gomez                | Burty Molia                      |
| Herreneinzel | Conrad Hückstädt                | Stuart Gomez                | Joe Wu                           |
| Dameneinzel  | Valeria Rivero                  | Victoria Na                 | Valérie Sarengat                 |
| Dameneinzel  | Valeria Rivero                  | Victoria Na                 | Karyn Whiteside                  |
| Herrendoppel | Ross Smith Glenn Warfe          | Damien Ah Sam Burty Molia   | Robert Batty Ryan Fong           |
| Herrendoppel | Ross Smith Glenn Warfe          | Damien Ah Sam Burty Molia   | Shivneil Chand Clemens Smola     |
| Damendoppel  | Valeria Rivero Lynne Scutt      | Magali Bak Victoria Na      | Cécile Sarengat Valérie Sarengat |
| Damendoppel  | Valeria Rivero Lynne Scutt      | Magali Bak Victoria Na      | Alissa Dean Karyn Whiteside      |
| Mixed        | Fabien Kaddour Valérie Sarengat | Burty Molia Karyn Whiteside | Joe Wu Valeria Rivero            |
| Mixed        | Fabien Kaddour Valérie Sarengat | Burty Molia Karyn Whiteside | Thommy Sargito Cécile Sarengat   |